# Kellie Suttleová
Kellie Suttleová (* 9. května 1973, St. Peters, Missouri, USA) je bývalá americká atletka, jež se specializovala na skok o tyči.
V roce 1999 vybojovala stříbrnou medaili na Panamerických hrách v kanadském Winnipegu. Na mistrovství světa v atletice 1999 v Seville skončila devátá. Na letních olympijských hrách v Sydney v roce 2000 měla ženská tyčka premiéru. Americká tyčkařka se zde umístila na jedenáctém místě. O čtyři roky později neprošla na olympiádě v Athénách kvalifikací, kde skončila s výkonem 415 cm.
Na halovém MS v portugalském Lisabonu se podělila o stříbrnou medaili s Ruskou Světlanou Feofanovou, když obě překonaly napoprvé 451 cm. Výše skočila jen česká tyčkařka Pavla Hamáčková, která zdolala 456 cm. Smůlu měla na halovém MS 2003 v Birminghamu, kde skončila na čtvrtém místě, díky horšímu zápisu před Polkou Monikou Pyrekovou. V roce 2006 obsadila na halovém MS v Moskvě sedmé místo.
Svoji atletickou kariéru ukončila po letní sezóně roku 2006.

## Osobní rekordy
- hala - (458 cm - 25. ledna 2004, Jonesboro)
- venku - (467 cm - 16. června 2004, Jonesboro)